# Premi Estel de Sud
El Premi Estel de Sud (en anglès: "Southern Star Awards") és un reconeixement a persones per la seva trajectòria o iniciatives, atorgat pel Club Uruguaià Britànic (CUB).
Inspirats en l'extint diari L'Estel de Sud o "The Southern Star": dos noms que va utilitzar un diari bilingüe editat en Montevideo, durant el virregnat de el Riu de la Plata entre maig i juliol de 1807. el premi és lliurat anualment des de l'any 2008.
En 2019 va ser premiada la ballarina i empresària uruguaiana María Noel Riccetto.